# Ryszard Andruszkiewicz (bokser)
Ryszard Andruszkiewicz (ur. 9 kwietnia 1941 w Toruniu) – polski bokser, medalista mistrzostw kraju.
Boksował w wadze koguciej (do 54 kg). Wystąpił w niej na mistrzostwach Europy w 1969 w Bukareszcie, gdzie po wygraniu jednej walki odpadł w ćwierćfinale po porażce z późniejszym srebrnym medalistą Aldo Cosentino z Francji.
Dwukrotnie był mistrzem Polski w 1966 i 1968.
W latach 1966–1968 dwukrotnie wystąpił w reprezentacji Polski, oba razy zwyciężając.
Był zawodnikiem Polonii Gdańsk.